# انجیرلو (گرمی)
انجیرلو یک منطقهٔ مسکونی در ایران است که در دهستان انگوت غربی واقع شده‌است. براساس سرشماری مرکز آمار ایران در سال ۱۳۹۵، انجیرلو ۱۹ نفر جمعیت دارد.